# Исеть (гостиница)
Гости́ница «Исе́ть» — недействующий отель в Екатеринбурге, расположенный на перекрёстке проспекта Ленина и улицы Луначарского, по адресу проспект Ленина, 69, корпус 1. 4 декабря 1974 года постановлением Совета Министров РСФСР № 624 здание гостиницы в составе Городка чекистов было взято под государственную охрану в качестве памятника архитектуры федерального значения. В советское время в народе здание за его форму прозвали «подковой».
Здание гостиницы «Исеть» является узнаваемой достопримечательностью города.

## История
Жилой комплекс, впоследствии получивший название «Городок чекистов», строился в Свердловске в 1931—1934 годах по заказу ОГПУ. Здания расположились в квадрате, ограниченном улицами Луначарского, Первомайской, Кузнечной и проспектом Ленина. Авторами проектов зданий выступили И. П. Антонов и В. Д. Соколов. Соавторами проектов отдельных зданий были А. М. Тумбасов и А. Н. Стельмащук. Основной целью строительства было расселение командного состава и создание новой жилой среды, сочетающей в себе жильё и культурно-бытовые помещения.

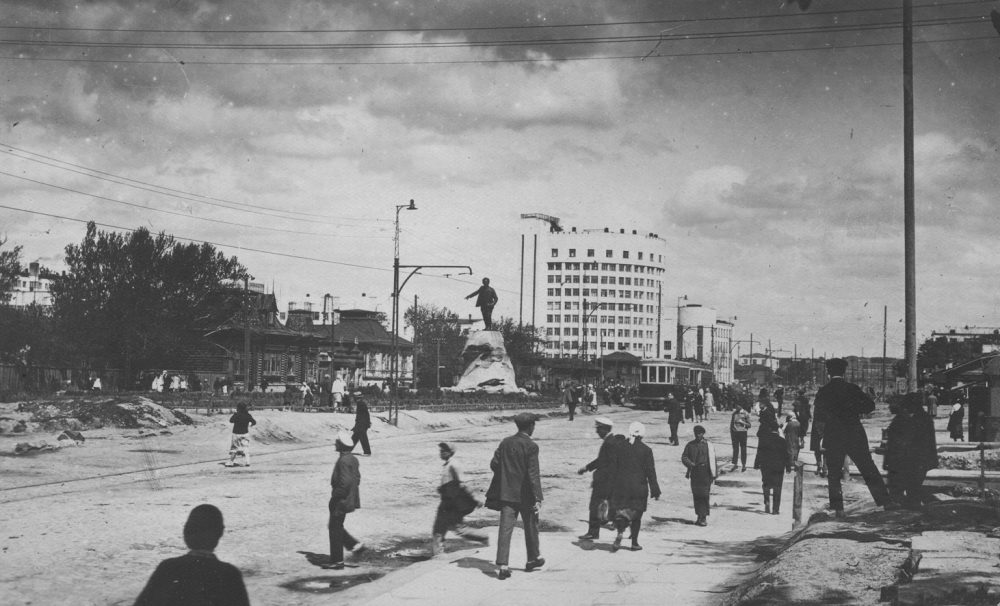
Строительство здания (1933)

11-этажное здание подковообразной формы на углу проспекта Ленина и улицы Луначарского первоначально задумывалось как общежитие для одиноких сотрудников НКВД и командированных. Первоначальное проектное название — «Дом образцового быта для малосемейных и одиноких». Уже с 1934 года из-за резкого роста числа молодых семей сотрудников, прослывших в обществе выгодными женихами, руководство ведомства вынуждено было отдать часть комнат под их расселение. В дальнейшем число молодых семей, проживавших в общежитии, постоянно росло. Угловое здание необычной формы, выходящее фасадом на площадь Парижской коммуны, стало композиционным акцентом всего комплекса и его высотной доминантой.
Здания общежития и клуба, соединённые переходом, строились первыми, поскольку выходили фасадами на главные городские магистрали. Из-за внимания партийных органов темпы строительства были высокими для своего времени. Архитекторы спланировали работы с минимальными потерями времени строительных бригад, чтобы удовлетворить требования заказчика. После сдачи в эксплуатацию в 1934 году общежитие стало одним из немногих высотных зданий за пределами Москвы и Ленинграда. Наряду со Вторым Домом Советов общежитие стало второй высоткой Свердловска.

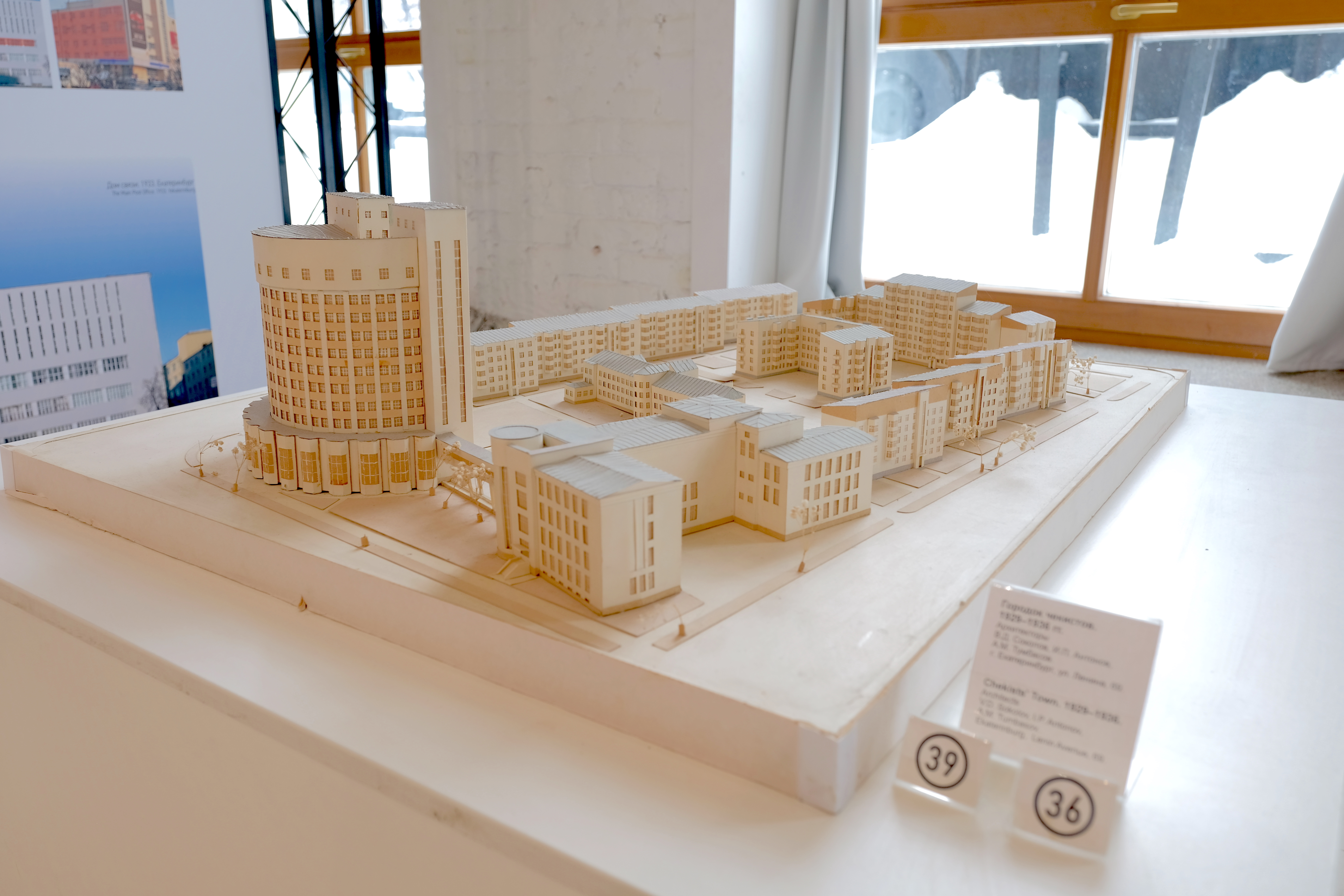
Макет городка чекистов в Музее архитектуры и дизайна

Первый этаж общежития занимал универмаг, фойе которого в разные периоды использовалось для размещения избирательных участков, пункта записи добровольцев в годы Великой Отечественной войны. Также на первом этаже работали пункты приёма почты и заказов на ремонт мебели. В первые годы функционирования городка чекистов нижние этажи здания занимала фабрика-кухня для обеспечения питания жителей квартала в отсутствие кухонь в квартирах. В 1937 году по просьбе жильцов квартала в универмаге появился отдел спорттоваров, снаружи появилась вывеска «Динамо», а в начале 1960-х годов магазин переименовали в «Спорттовары».
В 1958 году общежитие было передано в ведение Свердловского горисполкома, в течение двух лет постояльцев расселили, здание закрыли на реконструкцию. В 1962 году в здании была открыта гостиница на 97 номеров, получившая сначала название «Спорт», а позднее переименованная в «Исеть». На первом этаже вместо магазина открыли ресторан. Кроме жилых номеров в гостинице располагались два конференц-зала, буфеты и кафе. На крыше здания в советские годы размещалась крупная надпись «Вперёд к коммунизму», ставшая неким народным топографическим ориентиром. Среди местных жителей здание за его форму прозвали «подковой».
Гостиница функционировала до 2002 года, после чего в 2003 году вновь закрылась на реконструкцию. Следующий период работы гостиницы охватил 2006—2013 годы, после чего здание пустовало.
Осенью 2015 года в здании гостиницы прошла третья Уральская индустриальная биеннале современного искусства. В 2017 году после согласования с Министерством культуры гостиница была передана в ведение областного правительства.
По состоянию на 2022 год, гостиница находится на реконструкции, нижние этажи здания заняты ресторанами. Около на перекрёстке проспекта Ленина и улицы Луначарского здания находится трамвайное кольцо, близлежащая остановка трамвая носит одноимённое название.

## Архитектура
Подковообразное в плане здание, представляющее собой полуцилиндр и вмещающее 100 жилых комнат, является примером классического конструктивизма и ярким образцом свердловского конструктивизма. Общая площадь помещений составляет 5957 м². Исторически помимо жилых помещений в здании располагалось несколько подсобных, в одном из которых находился местный радиоузел. Здание выполнено из кирпича, который вручную поднимался рабочими на верхние уровни по деревянным пандусам, и снабжено двумя лифтами.
Главный фасад имеет ярко выраженные поэтажные ряды окон и вертикальных тяг в виде лопаток. Со 2-го по 10-й этажи планировки включают в себя жилые помещения по выпуклой южной стороне здания и коридор по вогнутой северной стороне. Архитектура здания позволяет экономить на потребляемом для обогрева тепле за счёт меньшей площади внутренних коридоров, расположенных по внутреннему радиусу, и хорошей освещённости жилых помещений, обусловленной высотой здания и ориентированием фасада на юг.
При возведении здания не были соблюдены требования пожарной безопасности. В частности, в ходе строительства внутри стен остались пустоты шириной 30—40 см, что способствовало быстрому распространению пожара в феврале 1968 года.
В ходе работ по перестройке первого этажа под ресторан была изменена планировка и рисунок витражей. Также в разные периоды проводились незначительные перепланировки жилых помещений. В ходе реконструкций были утрачены решётки ограждений соляриев, устанавливавшихся на крышах лестничных клеток. В 2004 году к зданию на уровне первого этажа пристроили подсобные помещения со стороны двора в пространстве, образованном полуцилиндрическим объёмом здания.

## Галерея

Общие виды
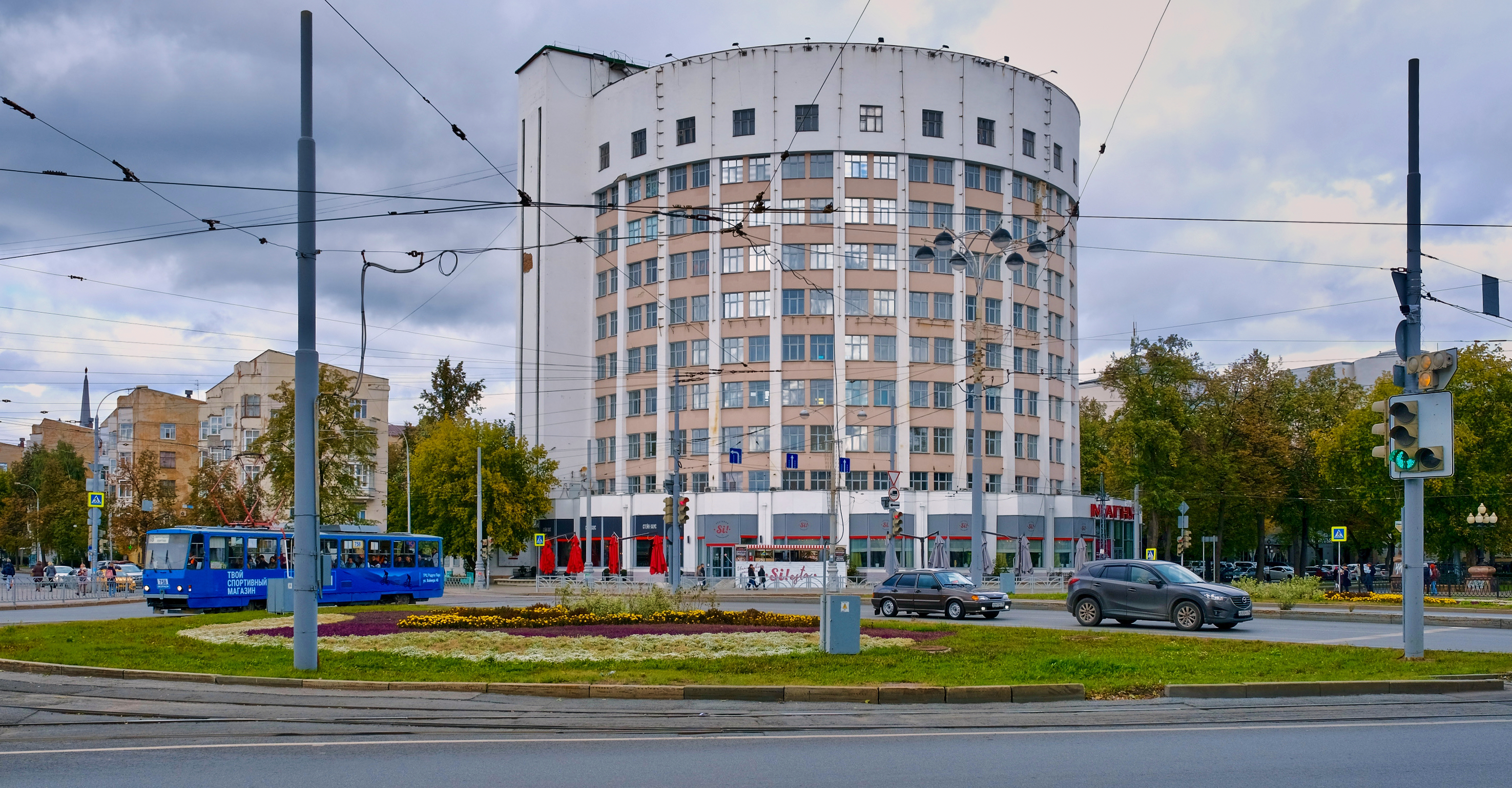
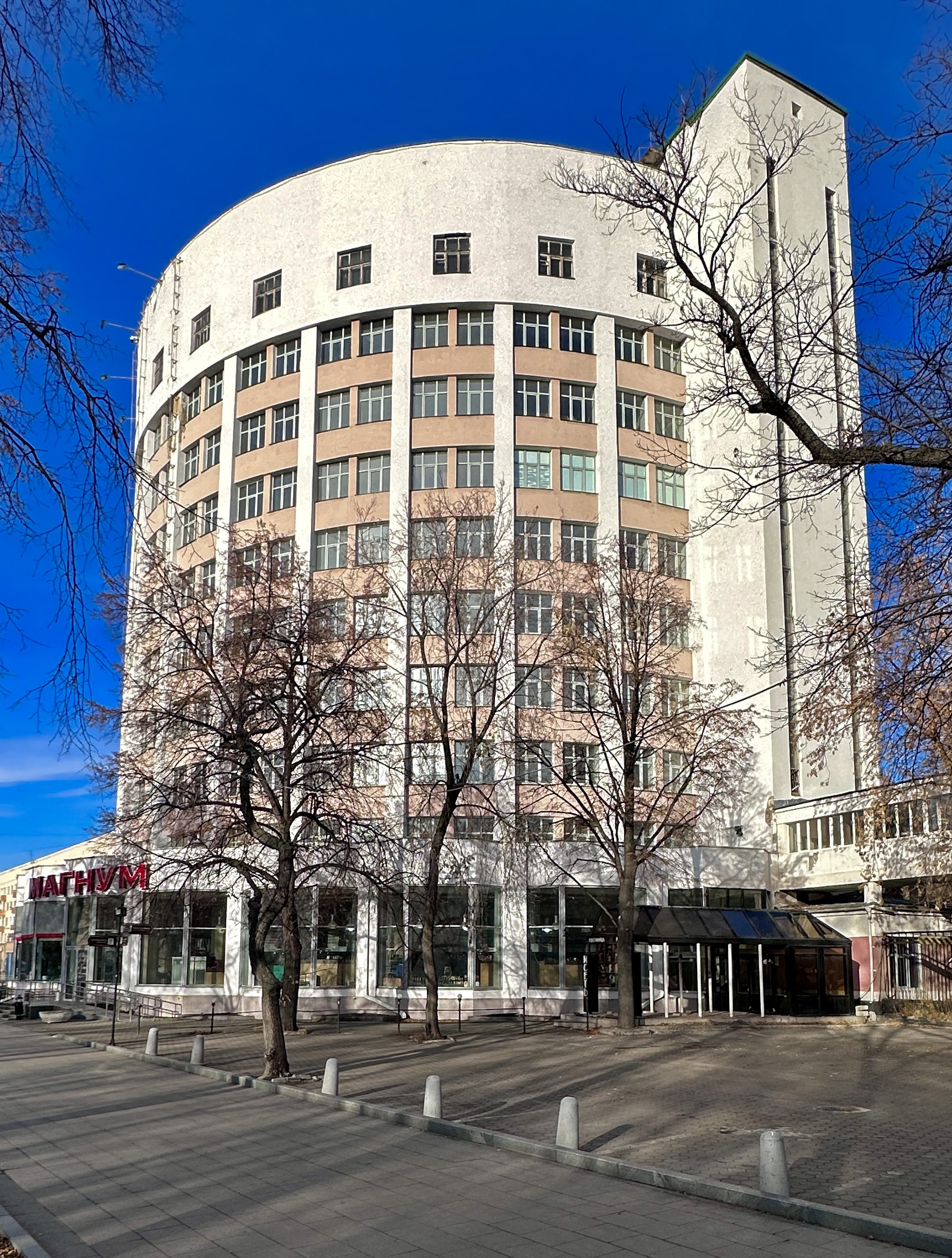
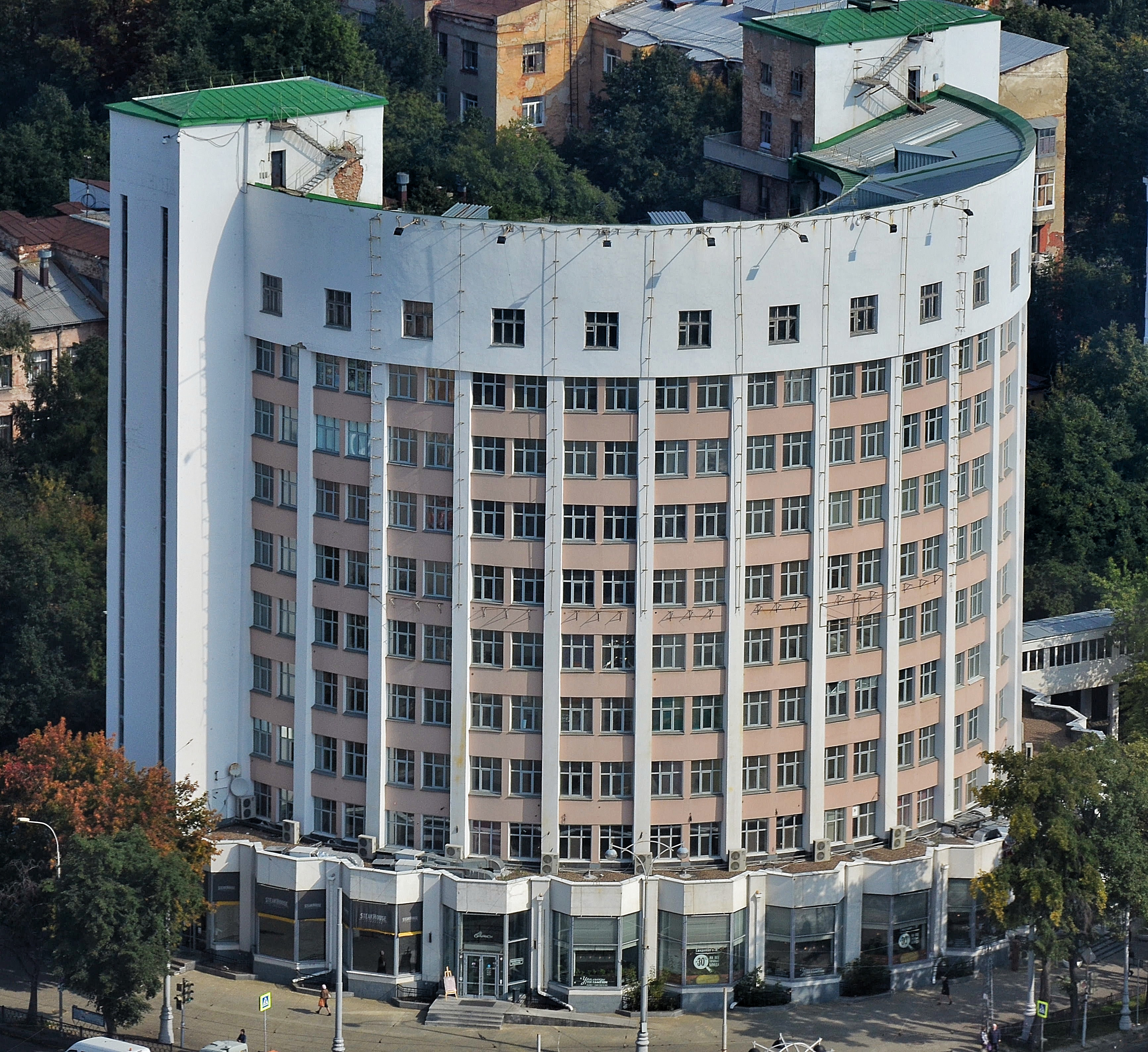
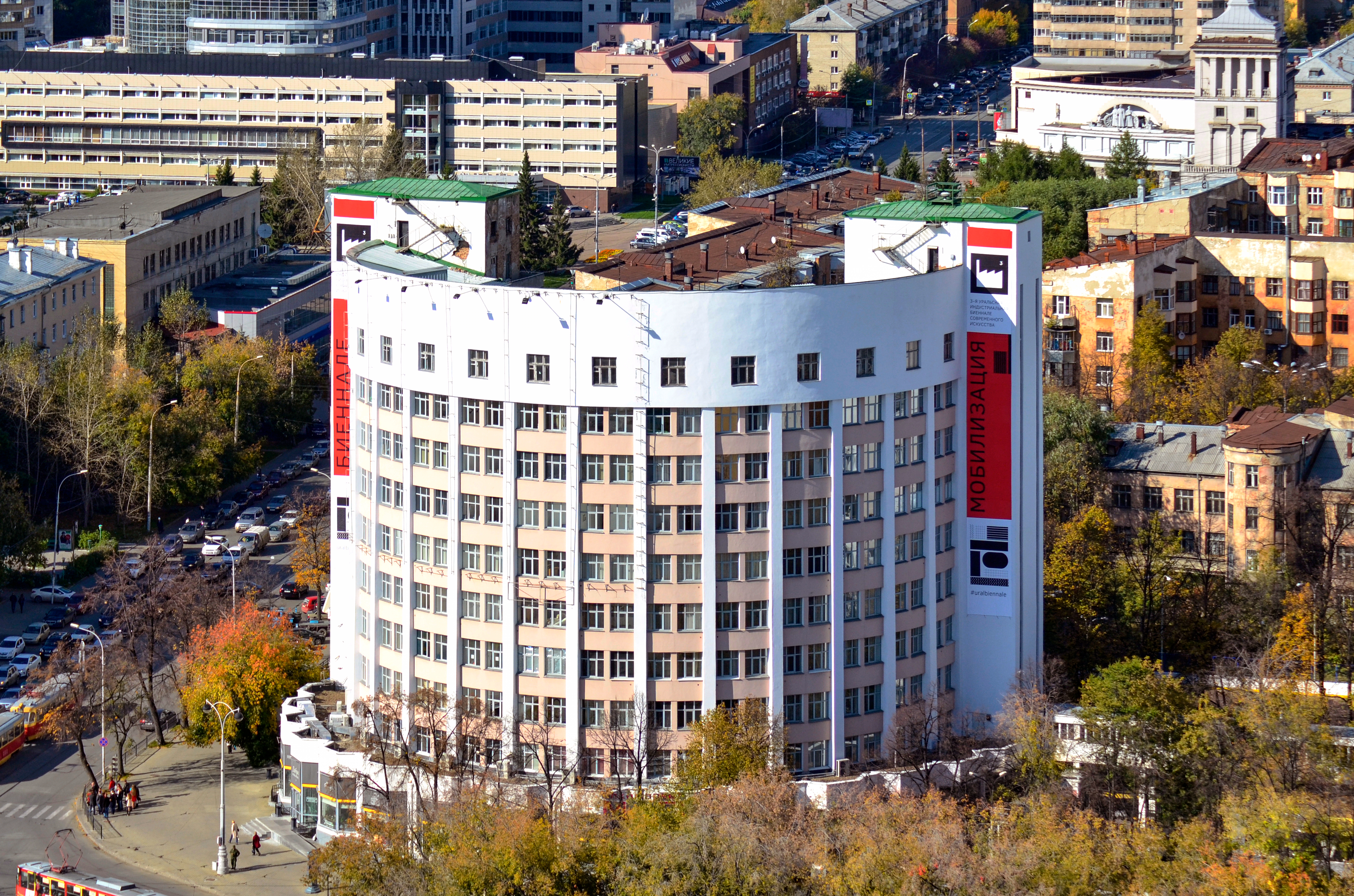
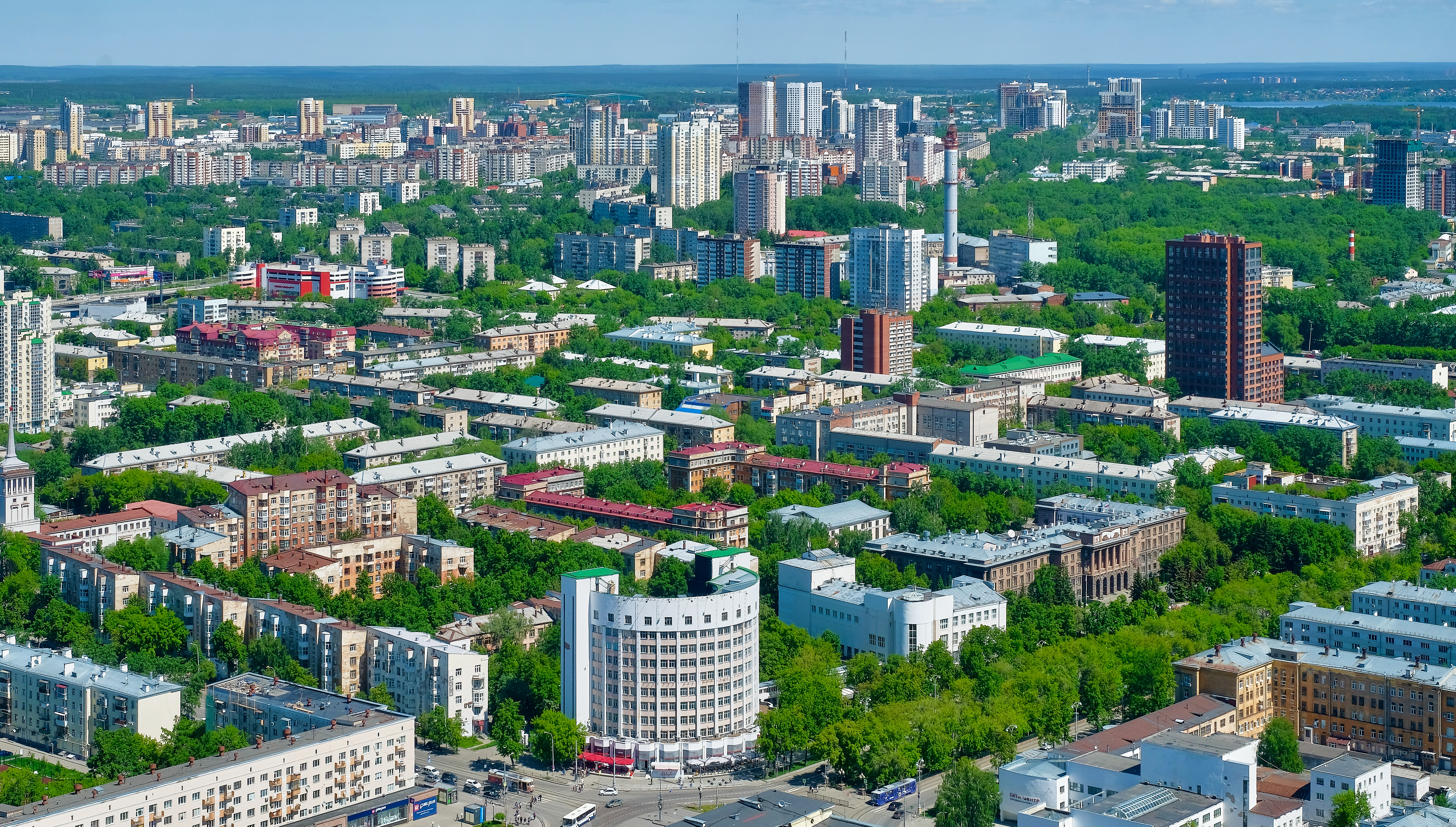
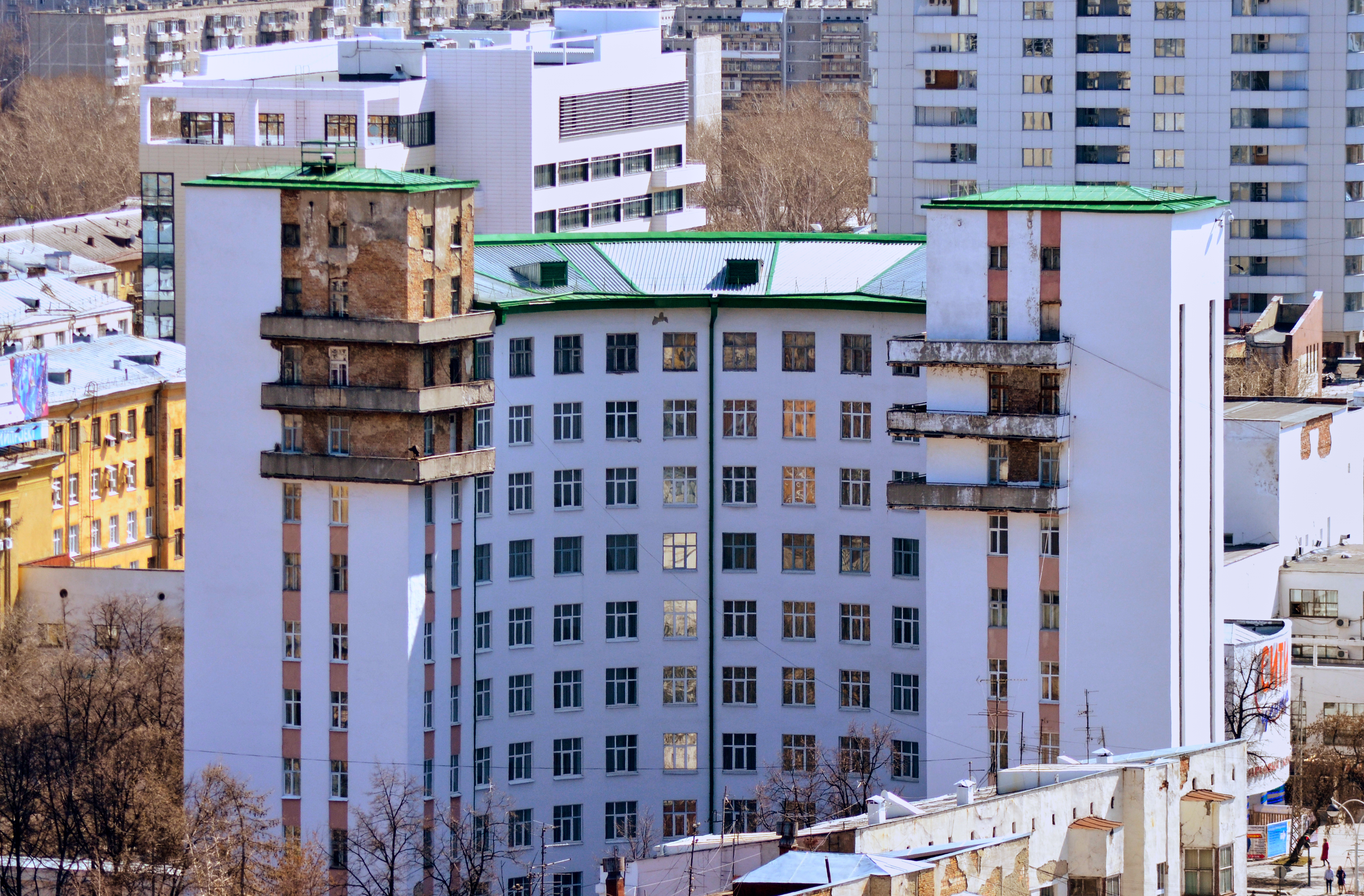
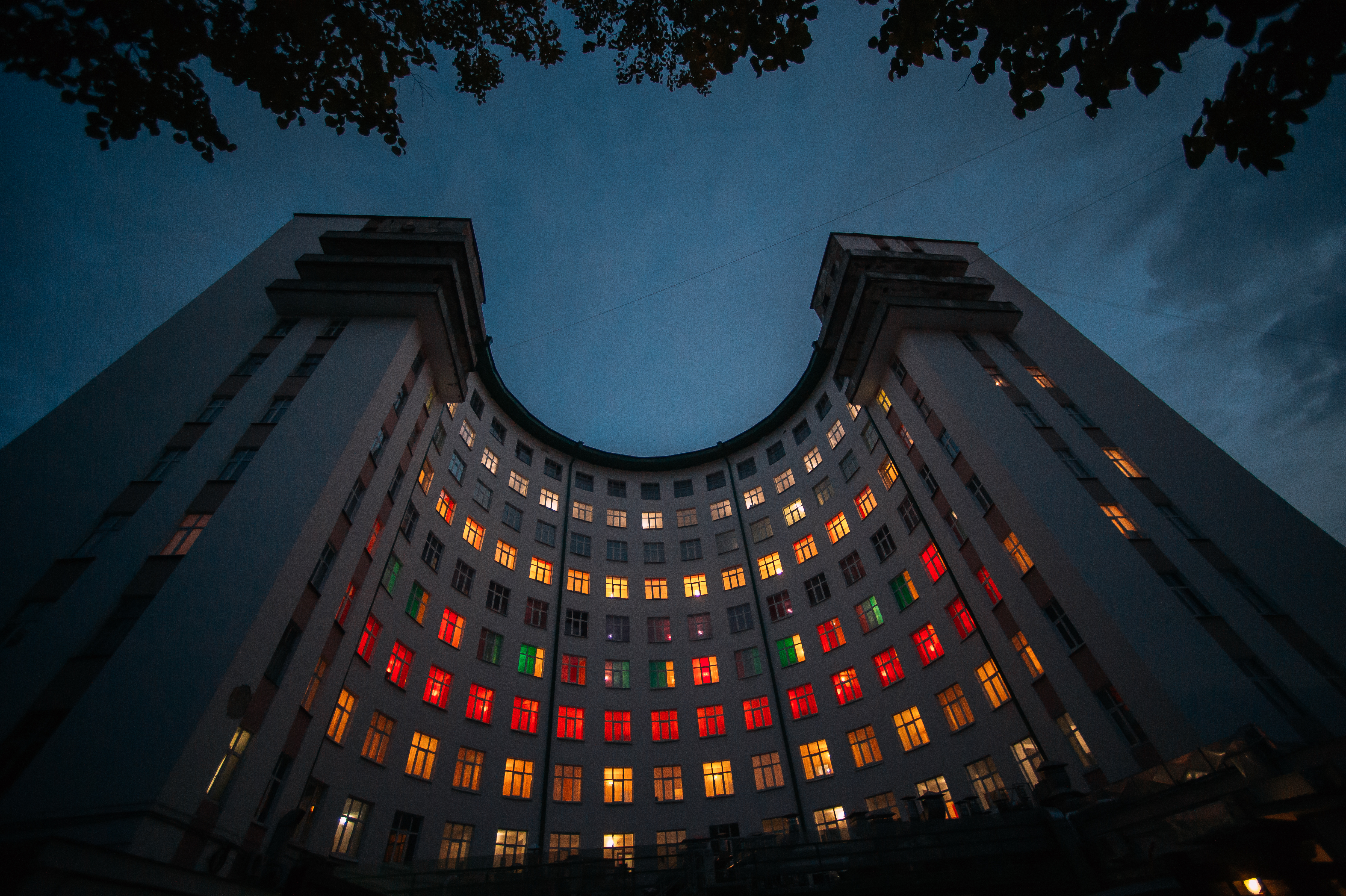

Архитектурные элементы
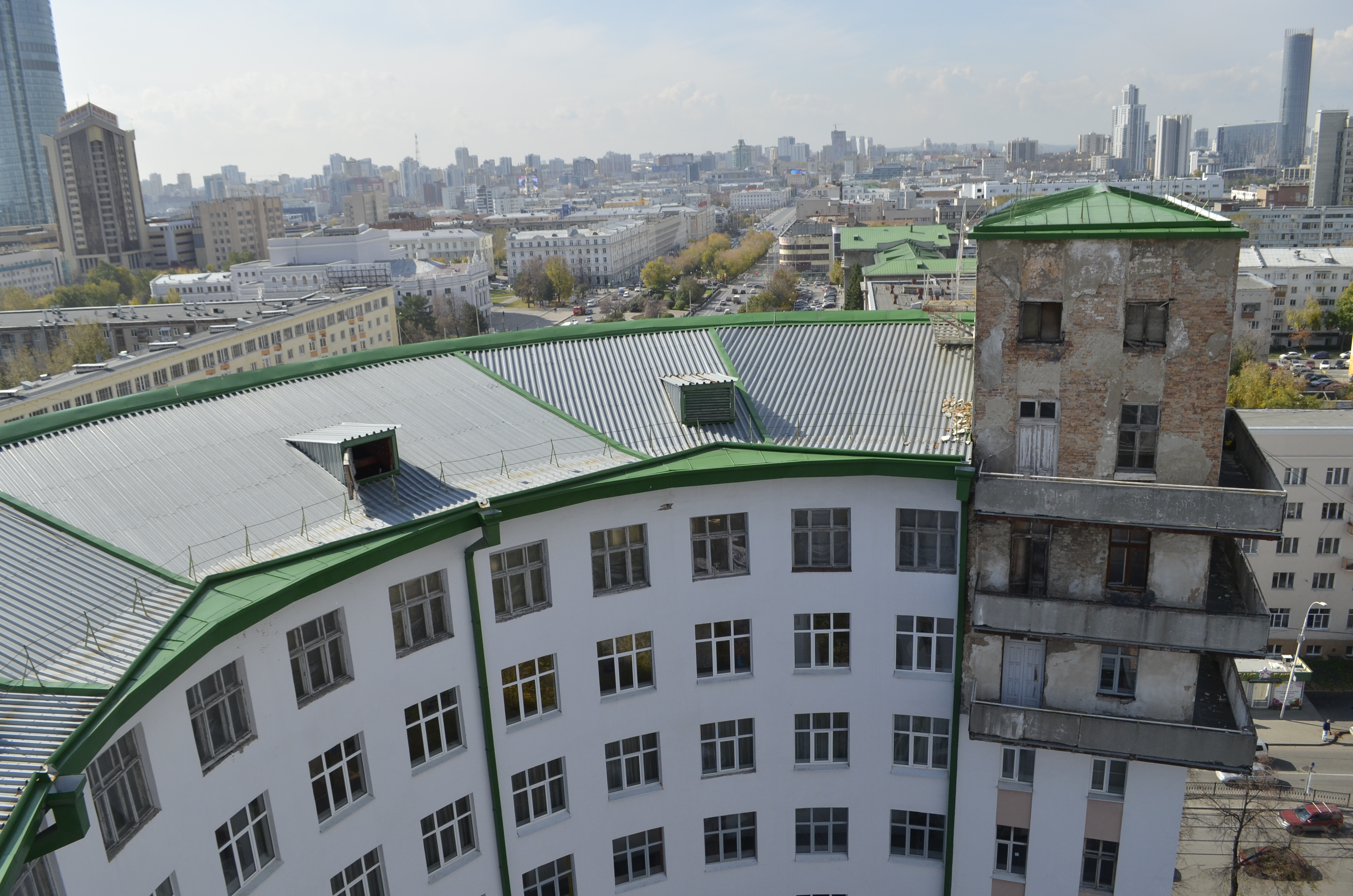
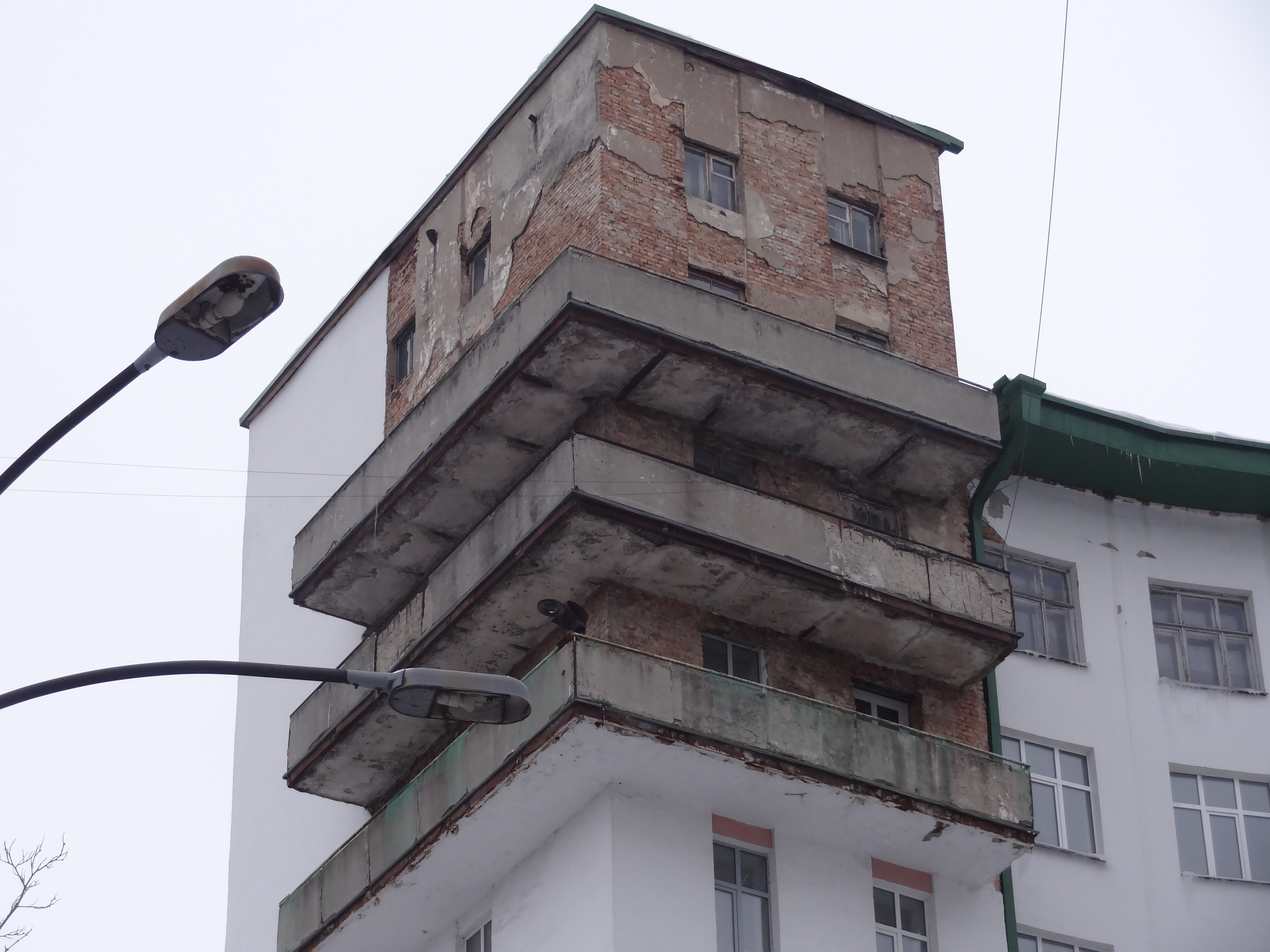
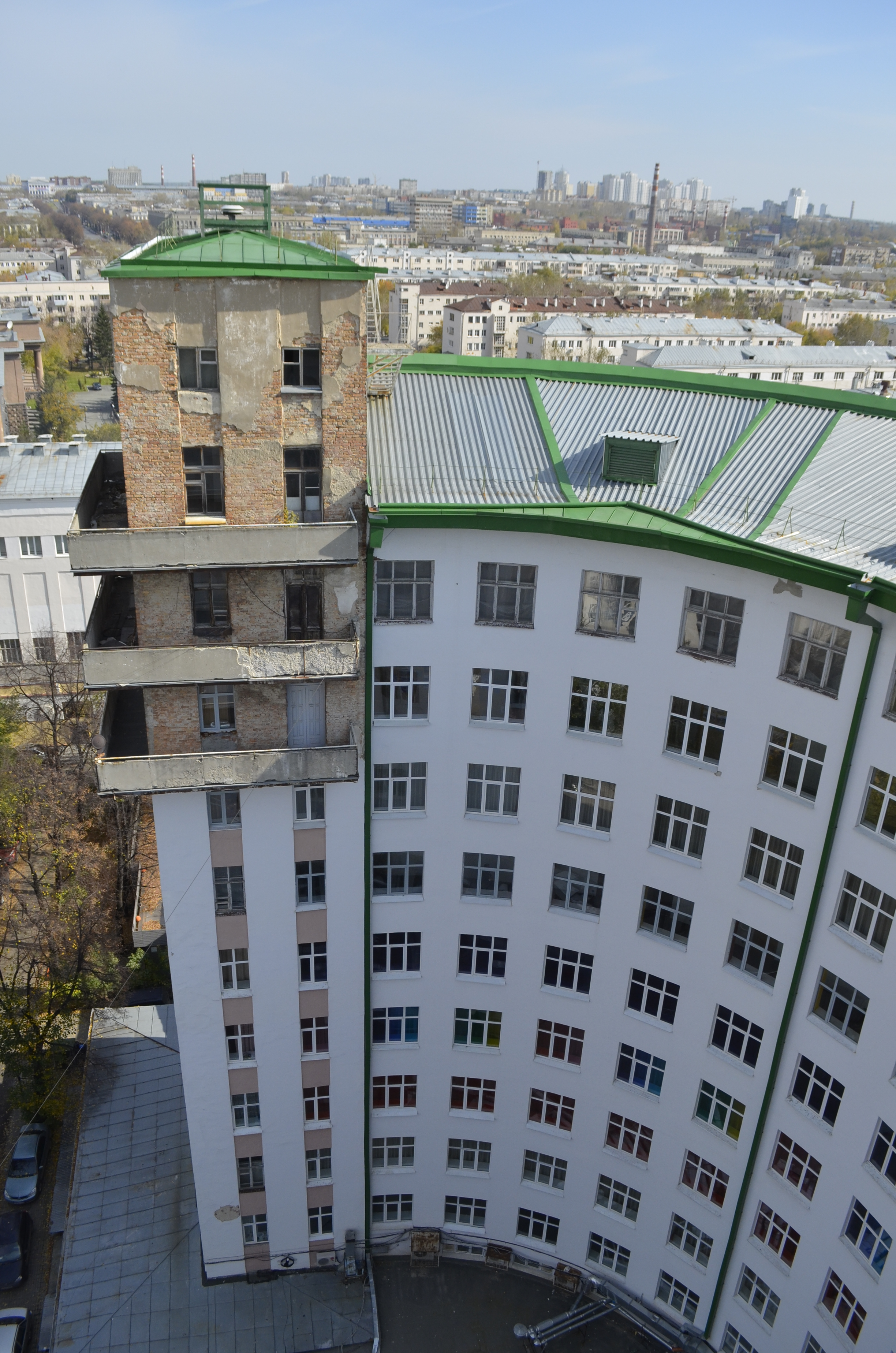
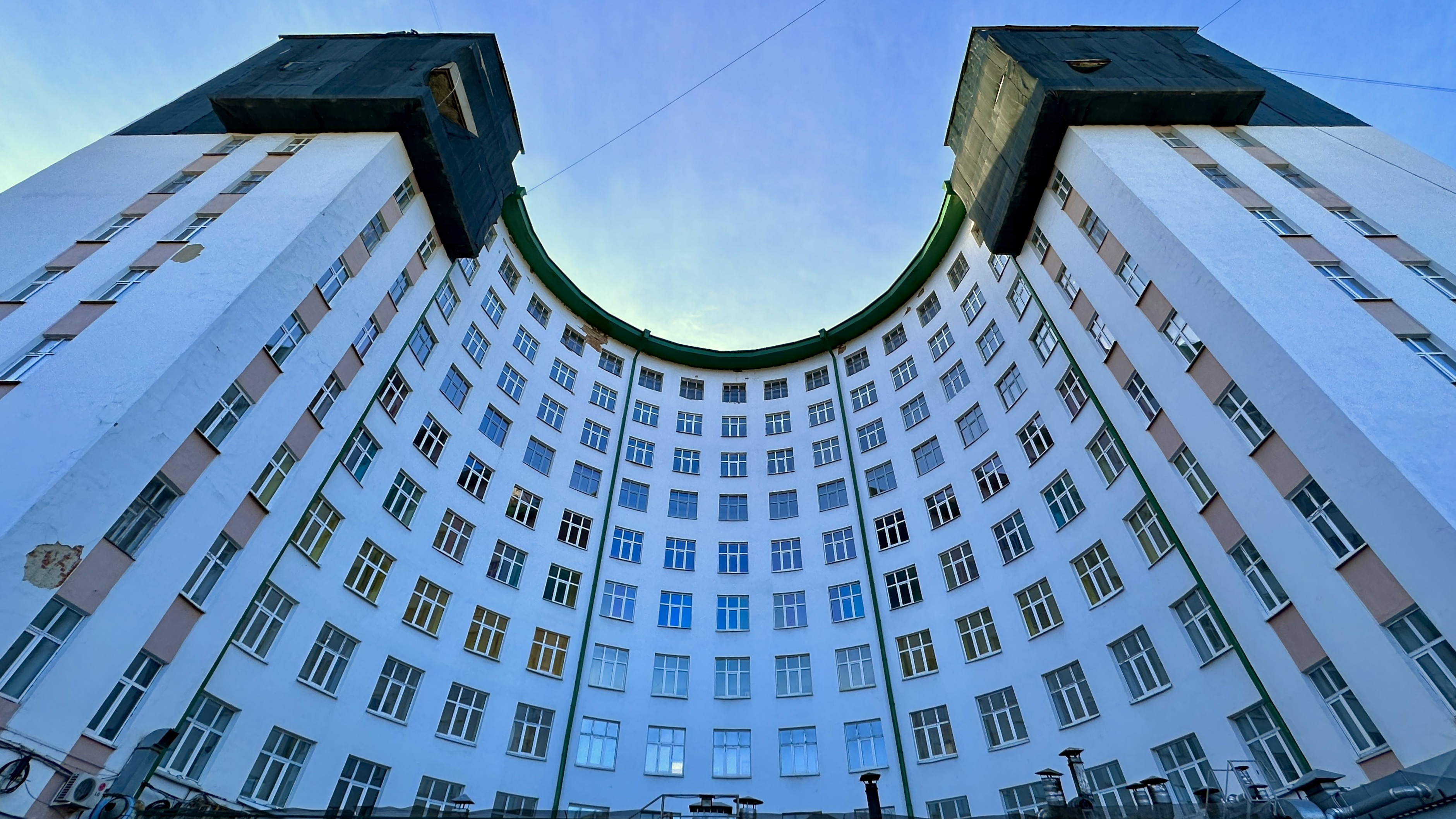
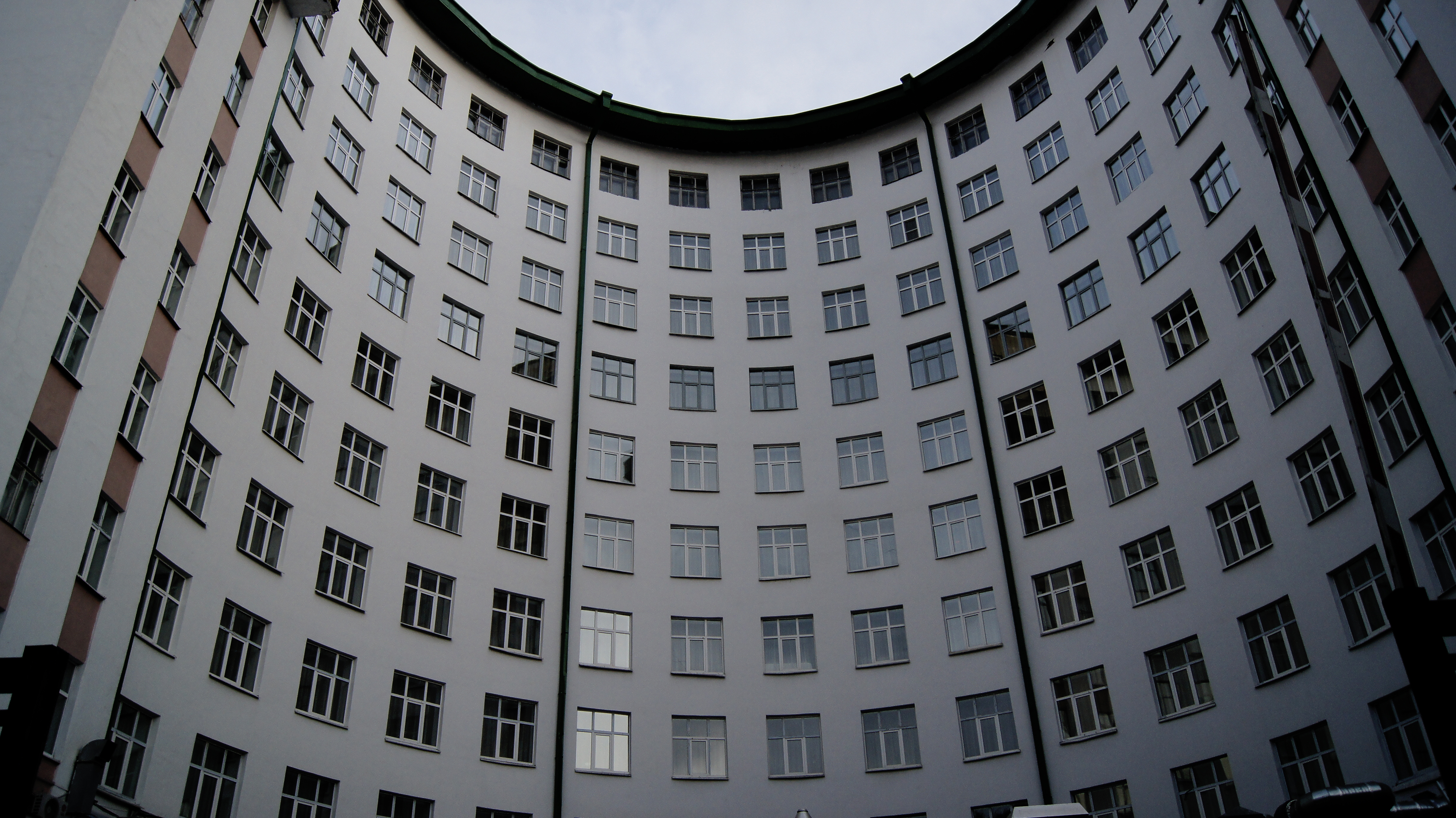
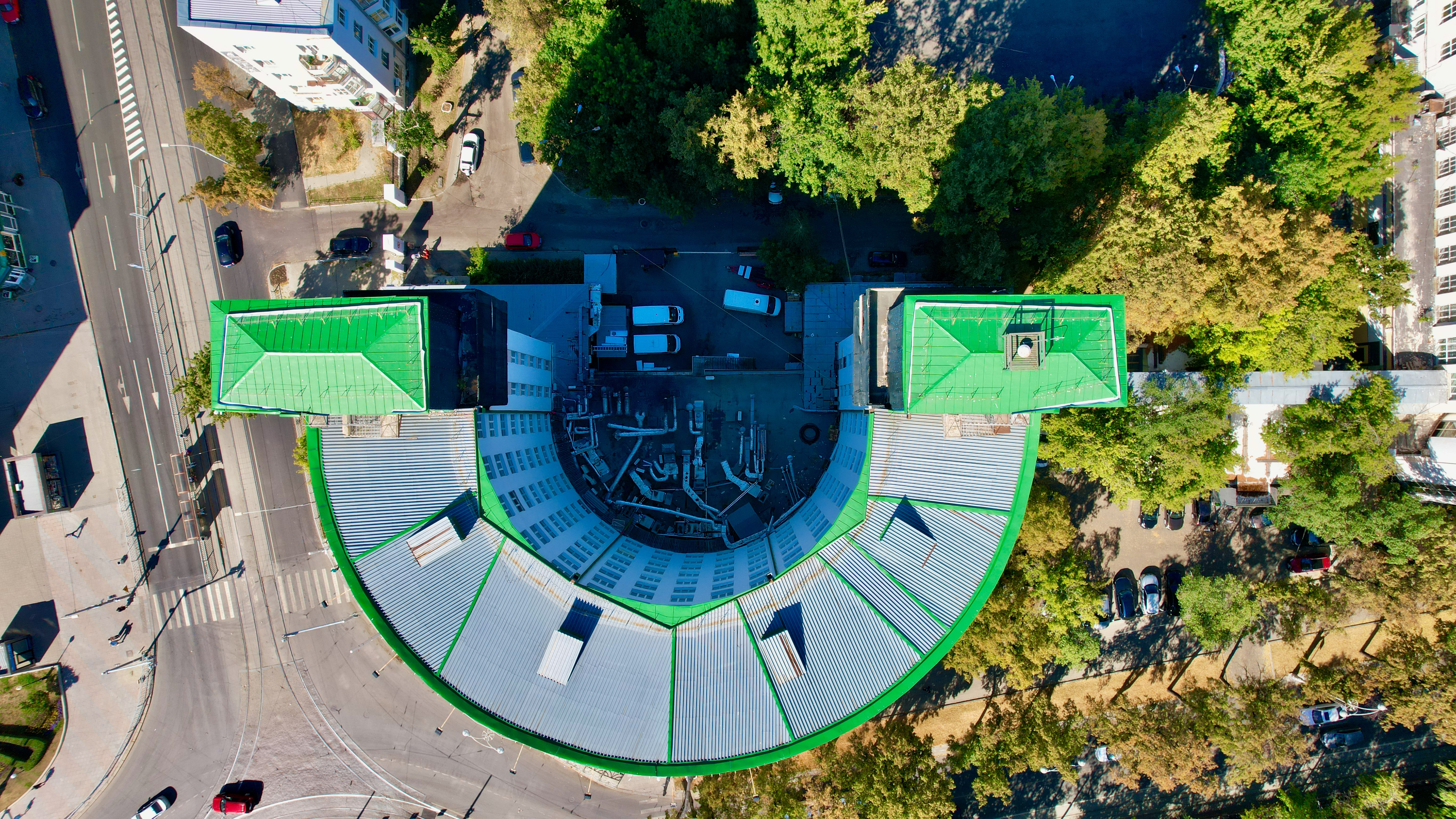

В филателии
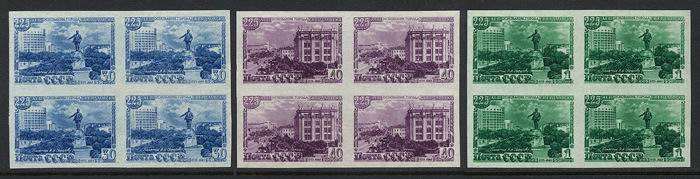
На почтовых марках СССР 1948 года
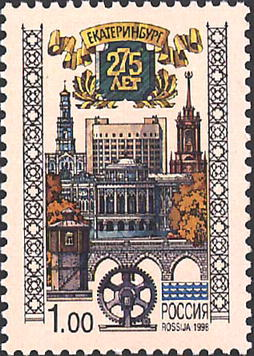
На почтовой марке России 1998 года